# 孙宝厚
孙宝厚（1959年7月—），男，汉族，山西盂县人，中华人民共和国政治人物，中国共产党党员，曾任审计署党组成员、副审计长，第十三届全国人民代表大会河北地区代表。

## 生平
2018年2月24日，当选为第十三届全国人大代表。